# ツギハギレーシング
ツギハギRacing（つぎはぎれーしんぐ、英語表記：Tsugihagi Racing）は、レンタルカーターのてぃくまを中心とした日本のモータースポーツグループである。レーシングという名前ではあるが、レーシングチームではなく、あくまでモータースポーツ全般を扱うグループである。

## 結成の経緯と目的
2018年、てぃくまが、とあるオンラインサロン内で、新東京サーキットで行われるレンタルカート耐久レース「ビレ耐」への参加を呼びかける形で結成した。てぃくまは結成の目的を、
1. モータースポーツのハードルを低くしたい。
2. モータースポーツを多くの人に楽しんでもらいたい。

と、している。また、彼は今後の日本のカート界ではレンタルカートが盛り上がると予想していた。

### チーム名の由来
初めてレースに出る際にチーム名が必要となったため、レースに出る４名から公募し、てぃくまが最も気に入った「ツギハギRacing」を採用した。

## 活動の歩み

### オンラインサロン内のグループとして
結成同年、新東京サーキットのレンタルカート耐久「ビレ耐」にて数度レース参戦。この時のメンバーはてぃくま、ほうきゅうを含むカート未経験者数名。その後、活動のコアとなるメンバーの多くは千葉県千葉市のハーバーサーキットで初めて顔を合わせる。その際、今後の活動目標として、
1. 24時間耐久レースに出場する。
2. ERK Cup Japan（電動レーシングカートレース）に出場する。

を掲げた。

### オンラインサロン外メンバーの受け入れ
2019年初め、てぃくまはオンラインサロン内だけではグループとしての発展が鈍化すると考え、SNS（おもにTwitter）を介して、オンラインサロン外のメンバーの募集を開始した。

### 「ツギハギラジオ」の放送開始
2020年9月21日より、ツイキャス（TwitCasting）で、てぃくまとたこさん＠ツギハギがMCとなって「ツギハギラジオ」を放送。カートやモータースポーツに関する話題を取り上げている。当初は毎週月・水・金の21時から放送していた。2022年より毎週金曜21時のみ放送となる。

### カート未経験者・初心者向け体験会の開催
2020年10月より、おもにシティカート（東京都足立区）でレンタルカート未経験者・初心者向けに体験会を定期的（月次）に開催している。また、体験会では、しばしば余興として、コース一周を自らの足で全力疾走する「ツギハギシティカート自走GP」を催している。
2023年5月末にシティカートが閉店し、それ以降についてはAZ山梨サーキットでの不定期開催となっている。

### ツギハギレーシング中部[1]の結成
2020年12月、東海地方在住のメンバーを中心にツギハギレーシング中部を結成。東海地方のカートコースを拠点に活動を開始した。

### ホームページによる発信
2021年11月6日、ツギハギRacing公式ホームページを開設し、各種活動報告、カート体験会やレース参戦者の募集の機会を広げた。

### スポーツカートレース参戦への取り組み

#### 汎用エンジンの購入
2021年末、ツギハギRacing中部が、今後、持ち込みカートでのスポーツカートレース参戦を目標に、YAMAHA MZ200-RKCを購入。2022年1月10日、三重県桑名市のレインボースポーツカートコースでシェイクダウンが行われた。

### レース観戦イベントの実施
より多くの人にモータースポーツの魅力を知ってもらうため、2022年より四輪レースのレース観戦イベントを行う。

## 各年のレース参戦一覧[4]

### 2018年
- 新東京サーキット　ビレ耐 Nクラススポット参戦

### 2019年
- 2月23日　新東京サーキット　ビレ耐シリーズ Rd.1　Nクラス第10位（ツギハギ①）、第11位（ツギハギ②）
- 4月20日　新東京サーキット　ビレ耐シリーズ Rd.2　Nクラス第7位（ツギハギ）
- 6月1日　新東京サーキット　ビレ耐シリーズ Rd.3　Nクラス第9位（ツギハギ）
- 8月14日〜15日　幸田サーキットYRP桐山　LE MANS V 24HOURS DUNLOP GAMES 2019 第38位（ツギハギレーシング）
- 10月5日　新東京サーキット　ビレ耐シリーズ Rd.Final　Tクラス第11位（ツギハギT）、Nクラス第12位（ツギハギN）
- 12月28日　新東京サーキット　ビレ耐シリーズ Rd.SP　AM決勝　Nクラス第9位（ツギハギ）、PM決勝　Tクラス第10位（ツギハギT）、Nクラス第9位（ツギハギ）

### 2020年
- 2月15日　新東京サーキット　ビレ耐シリーズ Rd.1　Tクラス第11位（ツギハギ+）、Nクラス第11位（ツギハギ）

- 8月16日　幸田サーキットYRP桐山　M4幸田8H『MOTUL夏祭り』（主催：KRP） 第10位（ツギハギレーシング@東海）、第12位（ツギハギRacing）
- 8月22日　新東京サーキット　ビレ耐シリーズ Rd.2　Tクラス第10位（ツギハギ+）、Nクラス第12位（ツギハギ）
- 10月24日　シティカート　第0回ツギハギカップ
- 12月20日　レインボースポーツ 東コース　2021 3時間耐久レース　エンジョイシリーズ 第1戦　第16位（ツギハギレーシング中部）、第18位（ツギハギレーシング）
- 12月26日　新東京サーキット　ビレ耐シリーズ Rd.3 & Final　参戦

### 2021年
- 1月17日　レインボースポーツ 東コース　2021 3時間耐久レース　エンジョイシリーズ 第2戦　第11位（ツギハギ中部）、第14位（ツギハギ）
- 2月21日　ISK浜名湖店　807CUP　第10位（ツギハギRacing）

- 3月7日　新東京サーキット　ビレ耐シリーズ Rd.1　Tia-Class 第9位（ツギハギ+）、Nクラス第6位（ツギハギレーシング）
- 3月13日　オートパラダイス御殿場　APGレンタルカート祭り〜春の陣〜　参戦
- 3月20日　新東京サーキット　SUPER GTK GT-1 Class　第18位（ツギハギレーシング）
- 4月25日　ISK浜名湖店　チャンレンジ3時間耐久シリーズ開幕戦　第7位（ツギハギレーシング）
- 4月25日　シティカート　第83回CKカップ　1時間耐久レース　第6位（ツギハギRacing）
- 5月9日　レインボースポーツ　東コース　2021 スーパーエンジョイ3時間耐久レース　Spring Cup　第6位（ツギハギレーシング）
- 5月16日　オートパラダイス御殿場　APGスポーツカート耐久シリーズ　第1戦　GT-2 Class　第17位（ツギハギレーシング）
- 5月29日　新東京サーキット　ビレ耐シリーズ Rd.2　Tia-Class 12位（ツギハギRacing）
- 6月6日　レインボースポーツ　東コース　2021 3時間耐久レース　エンジョイシリーズ　第4戦　第8位（ツギハギレーシング）
- 6月19日　新東京サーキット　SUPER GTK GT-1 Class　DNF（ツギハギレーシング）
- 6月26日　オートパラダイス御殿場　APGスポーツカート耐久シリーズ　第2戦　GT-2 Class　第17位（ツギハギレーシング）、第20位（ツギハギレーシングNeo）
- 7月18日　オートパラダイス御殿場　APGスポーツカート 12H耐久レース GT-2 Class　第14位（ツギハギレーシング）
- 7月23日　シティカート　第84回CKカップ　1時間耐久レース　第8位（ツギハギRacing）
- 7月25日　幸田サーキットYRP桐山　M4 8Hour Endurance CUP in 幸田サーキット　フレッシュマンクラス　第3位（総合第9位）
- 8月8日　オートパラダイス御殿場　APGスポーツカート耐久シリーズ　第3戦　GT-2 Class　第16位（ツギハギレーシング）
- 8月8日　オートパラダイス御殿場　APGスポーツカート耐久シリーズ　第4戦　GT-2 Class　第20位（ツギハギレーシング）
- 8月15日　レインボースポーツ　東コース　2021 スーパーエンジョイ3時間耐久レース　Summer Cup　第11位（ツギハギレーシング）
- 9月4日　オートパラダイス御殿場　APGスポーツカート耐久シリーズ　第5戦　GT-2 Class　第2位（ツギハギレーシング）
- 9月11日　新東京サーキット　ビレ耐シリーズ Rd.3　Tia-Class 9位（ツギハギRacing）
- 9月11日　新東京サーキット　ビレ耐シリーズ Rd.4　N35-Class 5位（ツギハギRacing）
- 9月12日　レインボースポーツ　東コース　逆走!!レインボー３時間耐久エンジョイシリーズ　第8位（ツギハギレーシング）
- 10月10日　レインボースポーツ　東コース　2021 スーパーエンジョイ3時間耐久レース　Autumn Cup　第3位（ツギハギレーシング）、DQ[5]（ツギハギレーシング中部）
- 10月16日　新東京サーキット　ビレ耐シリーズ Rd.5　Tia-Class 6位（ツギハギRacing）、Tonny-Class 第7位（ツギハギ+）
- 10月24日　オートパラダイス御殿場　APGスポーツカート耐久シリーズ　第6戦　GT-2 Class　第20位（ツギハギレーシング）
- 10月24日　オートパラダイス御殿場　APGスポーツカート耐久シリーズ　第7戦　GT-2 Class　第16位（ツギハギレーシング）
- 10月31日　フェスティカサーキット瑞浪　MZ SPORTS JAPAN FINAL 2021 In フェスティカサーキット瑞浪　総合第20位（ツギハギRacing）
- 11月7日　シティカート　第86回CKカップ　第5位（ツギハギレーシング）[6]
- 11月20日　幸田サーキットYRP桐山　2021年 シン・新鋭戦 最終戦　第7位（ツギハギレーシング）
- 11月20日　幸田サーキットYRP桐山　2021年 新鋭戦 第5戦（特別戦）　第3位（ツギハギレーシングNeo）
- 11月21日　レインボースポーツ　東コース　2021 レインボー8時間耐久レース　第5位（ツギハギレーシング）

### 2022年
- 1月30日　新東京サーキット　SUPER SPRINT 3時間耐久レース　第3位（総合第16位）（ツギハギRacing・カロリーゼロカスタム・MAYUDAMA混成チーム）
- 3月6日　レインボースポーツ　東コース　2022 第2回スーパーエンジョイ3時間耐久レース　第7位（ツギハギレーシング）、第10位（ツギハギレーシング中部）
- 3月12日　幸田サーキットYRP桐山　2022年コウタの帝王杯　第1戦　プリンスクラス　第2位（総合第5位）（ツギハギRacing Neo）
- 4月10日　オートパラダイス御殿場　APGスポーツカート耐久シリーズ　第1戦　GT-2 Class　第9位（21チーム中）（ツギハギレーシング）
- 4月16日　新東京サーキット　T耐 Rd.1　Tony Class　第8位（14チーム中）（ツギハギRacing）
- 5月7日　石野サーキット　2022DUNLOP学生カート耐久レース　第5位（20チーム中）（ツギハギRacing@AGU）
- 5月15日　オートパラダイス御殿場　APGスポーツカート耐久シリーズ　第2戦　GT-2 Class　第12位（21チーム中）（ツギハギレーシング）、第18位（ツギハギレーシングNeo）　第3戦　GT-2 Class　優勝（21チーム中）（ツギハギレーシング）、第16位（ツギハギレーシングNeo）
- 5月28日　新東京サーキット　T耐 Rd.2　V Class　第7位（12チーム中）（ツギハギRacing）
- 5月29日　レインボースポーツ　SLレインボーカップシリーズ第4戦　第5位（9チーム中）（ツギハギRacing）
- 10月2日　オートパラダイス御殿場　APGスポーツカート耐久シリーズ　第6戦　GT-2 Class　第2位（22チーム中）（ツギハギRacing）、第11位（ツギハギRacing NEO）、第7戦　GT-2 Class　第2位（22チーム中）（ツギハギRacing）、第9位（右同）（ツギハギRacing NEO）
- 10月2日　レインボースポーツ　東コース　8時間耐久レース2022　第11位（12チーム中）（ツギハギRacing with AGU）

## 「てぃくまる」
てぃくまがカートレースに参戦するとしばしば雨が降ることにちなみ、天気が悪くなることを意味する、2020年夏頃からグループ関係者が使い出した造語。動詞として用いられ、例えば、雨が降ったことを「てぃくまった」、降らないことを「てぃくまらない」とする。てぃくまも「雨男」であることを自認している。